# Championnat de Pologne de football de deuxième division 2011-2012
Navigation
Édition précédente Édition suivante
La saison 2011-2012 du championnat de Pologne de football de deuxième division est la soixante-quatrième saison de l'histoire de la compétition. Ce championnat oppose dix-huit clubs polonais en une série de trente-quatre rencontres, disputées selon le système aller-retour où les différentes équipes s'affrontent une fois par phase, et où les deux premiers gagnent le droit d'accéder à la première division l'année suivante. Cette édition débute le 22 juillet 2011 et se termine le 27 mai 2012, soit deux semaines plus tôt que la saison précédente, afin de préparer l'Euro 2012 qui est organisé au pays.
L'Arka Gdynia et le Polonia Bytom sont les deux clubs relégués de première division. L'Olimpia Elbląg, l'Olimpia Grudziądz, le Wisła Płock et le Zawisza Bydgoszcz sont ceux qui accèdent à la division cette saison, en provenance du niveau inférieur.
Après trente-quatre journées, le Piast Gliwice et le Pogoń Szczecin se classent aux deux premières places, gagnant ainsi leur ticket pour la première division. Au contraire, le Wisła Płock, le KS Polkowice, l'Olimpia Elbląg et le Ruch Radzionków (sur sa propre décision) descendent en troisième division.

## Les dix-huit clubs participants
| \| Arka Nieciecza Dolcan Flota Bogdanka Katowice Kolejarz Polkowice Olimpia E. Olimpia G. Piast Pogoń Polonia Ruch Sandecja Warta Wisła P. Zawisza \| Localisation des clubs engagés dans le championnat. |
| Arka Nieciecza Dolcan Flota Bogdanka Katowice Kolejarz Polkowice Olimpia E. Olimpia G. Piast Pogoń Polonia Ruch Sandecja Warta Wisła P. Zawisza                                                           |

| Club               | 2010- 2011     | Entraîneur          | Depuis | Stade                          | Capacité |
| ------------------ | -------------- | ------------------- | ------ | ------------------------------ | -------- |
| Arka Gdynia        | 15e (D1)       | Petr Němec          | 2011   | Stade municipal de Gdynia      | +15 139, |
| Bruk-Bet Nieciecza | 14e            | Dušan Radolský      | 2011   | Stade du Bruk-Bet Nieciecza    | +02 093, |
| Dolcan Ząbki       | 13e            | Robert Podoliński   | 2011   | Stade municipal de Ząbki       | +02 075, |
| Flota Świnoujście  | 3e             | Ryszard Kłusek      | 2012   | Stade municipal de Świnoujście | +03 240, |
| GKS Bogdanka       | 8e             | Piotr Rzepka        | 2011   | Stade du Górnik Łęczna         | +07 226, |
| GKS Katowice       | 11e            | Rafał Górak         | 2011   | Stade du GKS Katowice          | +06 710, |
| Kolejarz Stróże    | 12e            | Przemysław Cecherz  | 2011   | Stade du Kolejarz Stróże       | +01 500, |
| KS Polkowice       | 10e            | Janusz Kudyba       | 2011   | Stade du KS Polkowice          | +04 365, |
| Olimpia Elbląg     | 1er (D3 est)   | Oleg Raduszko       | 2012   | Stade municipal d'Elbląg       | +03 000, |
| Olimpia Grudziądz  | 1er (D3 ouest) | Marcin Kaczmarek    | 2008   | Stade municipal de Grudziądz   | +05 000, |
| Piast Gliwice      | 5e             | Marcin Brosz        | 2010   | Stade municipal de Gliwice     | +10 037, |
| Pogoń Szczecin     | 6e             | Ryszard Tarasiewicz | 2012   | Stade Florian Krygier          | +17 783, |
| Polonia Bytom      | 16e (D1)       | Dariusz Fornalak    | 2011   | Stade Edward Szymkowiak        | +06 000, |
| Ruch Radzionków    | 9e             | Artur Skowronek     | 2011   | Stade du Ruch Radzionków       | +03 000, |
| Sandecja Nowy Sącz | 4e             | Robert Moskal       | 2011   | Stade Władysław Augustynek     | +05 000, |
| Warta Poznań       | 7e             | Czesław Owczarek    | 2012   | Stade municipal de Poznań      | +41 609, |
| Wisła Płock        | 2e (D3 est)    | Libor Pala          | 2011   | Stade Kazimierz Górski         | +10 978, |
| Zawisza Bydgoszcz  | 2e (D3 ouest)  | Youri Chatalov      | 2012   | Stade Zdzisław Krzyszkowiak    | +20 247, |

Légende :
- Relégué de première division
- Promu de troisième division

## Compétition

### Classement général
| Rang | Équipe                | Pts | J  | G  | N  | P  | Bp | Bc | Diff |
| ---- | --------------------- | --- | -- | -- | -- | -- | -- | -- | ---- |
| 1    | Piast Gliwice         | 64  | 34 | 19 | 7  | 8  | 57 | 40 | +17  |
| 2    | Pogoń Szczecin        | 61  | 34 | 18 | 7  | 9  | 54 | 30 | +24  |
| 3    | Zawisza Bydgoszcz (P) | 59  | 34 | 16 | 11 | 7  | 47 | 39 | +8   |
| 4    | Kolejarz Stróże       | 57  | 34 | 16 | 9  | 9  | 40 | 34 | +6   |
| 5    | Bruk-Bet Nieciecza    | 56  | 34 | 15 | 11 | 8  | 42 | 26 | +16  |
| 6    | GKS Bogdanka          | 54  | 34 | 15 | 9  | 10 | 50 | 37 | +13  |
| 7    | Arka Gdynia (R)       | 51  | 34 | 13 | 12 | 9  | 50 | 41 | +9   |
| 8    | Flota Świnoujście     | 49  | 34 | 12 | 13 | 9  | 46 | 43 | +3   |
| 9    | Ruch Radzionków       | 48  | 34 | 13 | 9  | 12 | 46 | 51 | -5   |
| 10   | Warta Poznań          | 46  | 34 | 12 | 10 | 12 | 44 | 36 | +8   |
| 11   | Olimpia Grudziądz (P) | 43  | 34 | 10 | 13 | 11 | 46 | 41 | +5   |
| 12   | Sandecja Nowy Sącz    | 40  | 34 | 10 | 10 | 14 | 42 | 46 | -4   |
| 13   | GKS Katowice          | 39  | 34 | 9  | 12 | 13 | 33 | 38 | -5   |
| 14   | Dolcan Ząbki          | 39  | 34 | 10 | 9  | 15 | 40 | 53 | -13  |
| 15   | Polonia Bytom (R)     | 36  | 34 | 9  | 9  | 16 | 37 | 51 | -14  |
| 16   | Wisła Płock (P)       | 35  | 34 | 9  | 8  | 17 | 39 | 50 | -11  |
| 17   | KS Polkowice (en)     | 30  | 34 | 7  | 9  | 18 | 40 | 64 | -24  |
| 18   | Olimpia Elbląg (P)    | 22  | 34 | 4  | 10 | 20 | 33 | 66 | -33  |

| Légende : Promotions et relégations | Légende : Promotions et relégations                                  |
| ----------------------------------- | -------------------------------------------------------------------- |
|                                     | Promotion en Ekstraklasa : 1er et 2e                                 |
|                                     | Relégation en II liga : 16e, 17e et 18e                              |
|                                     | Relégation administrative                                            |
|                                     | (R) : Relégué de première division (P) : Promu de troisième division |

## Statistiques

### Meilleurs buteurs
18 buts
- Wojciech Kędziora (en) (Piast Gliwice)

16 buts
- Arkadiusz Aleksander (en) (Sandecja Nowy Sącz)

14 buts
- Adrian Błąd (en) (Zawisza Bydgoszcz)
- Maciej Tataj (en) (Dolcan Ząbki)

12 buts
- Rubén Jurado (en) (Piast Gliwice)
- Nildo França Junior (pl) (GKS Bogdanka)
- Ricardinho (en) (Wisła Płock)
- Jakub Świerczok (Polonia Bytom)[Note 3]

Source : 90minut.pl